# Myersiohyla chamaeleo
Espèce
Myersiohyla chamaeleo est une espèce d'amphibiens de la famille des Hylidae.

## Répartition
Cette espèce est endémique de l'État d'Amazonas au Venezuela. Elle se rencontre entre 1 820 et 1 880 m d'altitude sur le Cerro de la Neblina.

## Description
Les mâles mesurent de 44,6 à 49,6 mm et les femelles de 46,0 à 56,9 mm.

## Étymologie
Cette espèce est nommée en référence aux caméléons, en effet cette espèce possède aussi la capacité de changer de couleur.

## Publication originale
- Faivovich, McDiarmid & Myers, 2013 : Two new species of Myersiohyla (Anura: Hylidae) from Cerro de la Neblina, Venezuela, with comments on other species of the genus. American Museum Novitates, no 3792, p. 1-62 (texte intégral).